# Abdon i Senen
Sveti Abdon i Senen su ranokršćanski mučenici rodom iz Perzije.

## Životopis
Sv. Abdon i sv. Senen su bili slavni perzijski uglednici koje je kralj Perzije veoma poštovao, bili su potajno kršćani i oni su ti koji su preuzeli tijelo biskupa, mučenika, koje je bilo s puno prezira izbačeno pred Saturnov hram. Mučenikovo tijelo su preuzeli kako bi ga pod okriljem noći i uz počasti pokopali. Decije, saznavši o njihovoj djelatnost, bio je posebno uzrujan. Pozvao je ova dva brata pred sud, te ih je pokušao pridobiti da prinesu žrtve rimskim bogovima, pozivajući se na svoje nedavne pobjede, u kojima su im ti bogovi pomogli. Braća su odgovorili, da ta pobjeda uopće nije dokaz moći njegovih bogova, jer jedini pravi Bog, Stvoritelj neba i zemlje sa Svojim Sinom Isusom Kristom. 
Rekli su da se nikad ne bi mogli klanjati bilo kome osim pravome Bogu. Nakon njihove neposlušnosti Decije ih je dao zatvoriti. Zbog smrti svojega zamjenika koji je ostao u Rimu da upravlja carstvom umjesto njega, vraća se u Rim i sa sobom vodi oba utamničenika, koji su mu trebali poslužiti kao trofej njegove perzijske pobjede. Car Decije ih je po dolasku u Rim optužio pred Senatom, pred kojim su Abdon i Senen ponovno posvjedočili svoju vjernost Isusu Kristu, rekavši da se ne mogu pokloniti nikome drugome osim Njemu. Sljedeći dan je bilo odlučeno da braća budu bičevani u amfiteatru, a zatim su na njih pustili dva lava i četiri medvjeda da ih proždru. Usprkos tomu, zvijeri su legle pred njihove noge i postali su njihovi zaštitnici i nitko se nije usudio prići im. Na kraju je perfekt poslao gladijatore da ih mačem pogube, a što su učinili uz Božje dopuštenje. Njihova tijela su ostala tri dana nepokopana. Tada je subđakon, koji je nakon toga napisao njihovu povijest, pokupio njihova tijela i pokopao ih na terenu koji je bio njegovo privatno vlasništvo. Pod Konstantinom Velikim, otkriveni su njihovi grobovi, i njihove relikvije su ponovno sahranjene na Poncijanovom groblju (kraj rimskih vrata), koje je nakon toga nazvano po njima. Ove svete mučenike može se vidjeti na slici u katakombama gdje su prikazani kako ih kruni Isus Krist. Njihovo mučeništvo se dogodilo 254. godine. Njihov spomendan se obilježava 30. srpnja.